# Sonic Highways
Sonic Highways ist das achte Studioalbum der US-amerikanischen Rockband Foo Fighters. Es erschien am 10. November 2014 bei RCA Records.

## Entstehung
Im Januar 2013 gab Dave Grohl bekannt, dass die Gruppe an neuem Material zu arbeiten begonnen habe. Bereits im September 2013 ging die Band mit Produzent Butch Vig ins Studio, nachdem Grohl im August des Jahres eine Veröffentlichung für 2014 angekündigt hatte. Die Aufnahmen dauerten bis Juli 2014 und fanden zu jedem Song in verschiedenen US-amerikanischen Studios und Orten statt, in Chicago, Arlington County, Nashville, Austin, Joshua Tree, New Orleans, Seattle und New York City. Zu jedem Song trugen Musiker bei, die zum jeweiligen Ort eine musikalische Beziehung haben. Dazu wurde für den Sender HBO eine eigene TV-Serie gedreht, Foo Fighters: Sonic Highways.

## Titelliste
| Nr.          | Titel                                                           | Aufnahmeort                                   | Länge |
| ------------ | --------------------------------------------------------------- | --------------------------------------------- | ----- |
| 1.           | Something from Nothing (feat. Rick Nielsen)                     | Electrical Audio, Chicago, Illinois           | 4:49  |
| 2.           | The Feast and the Famine (feat. Peter Stahl & Skeeter Thompson) | Inner Ear Studios, Arlington County, Virginia | 3:50  |
| 3.           | Congregation (feat. Zac Brown)                                  | Southern Ground Studios, Nashville, Tennessee | 5:12  |
| 4.           | What Did I Do? / God as My Witness (feat. Gary Clark, Jr.)      | Studio 6A, Austin, Texas                      | 5:44  |
| 5.           | Outside (feat. Joe Walsh & Chris Goss)                          | Rancho De La Luna, Joshua Tree, Kalifornien   | 5:15  |
| 6.           | In the Clear (feat. The Preservation Hall Jazz Band)            | Preservation Hall, New Orleans, Louisiana     | 4:04  |
| 7.           | Subterranean (feat. Ben Gibbard)                                | Robert Lang Studios, Seattle, Washington      | 6:08  |
| 8.           | I Am a River (feat. Tony Visconti & Kristeen Young)             | The Magic Shop, New York City, New York       | 7:09  |
| Gesamtlänge: | Gesamtlänge:                                                    | Gesamtlänge:                                  | 42:03 |

## Rezeption

### Rezensionen
Von Kritikern bekam das Album im Allgemeinen positive Bewertungen. Bei Metacritic erhielt das Album eine Wertung von 68 Prozent als Durchschnitt aus 37 Rezensionen sowie das Prädikat Generally favorable (deutsch „Grundsätzlich positiv“). Bei AllMusic schrieb Stephen Thomas Erlewine: „That the mainstream inevitably edges out the underground on Sonic Highways is perhaps inevitable -- it is the common rock language, after all -- but even if there’s a lingering predictability in the paths the Foo Fighters follow on Sonic Highways, they nevertheless know how to make this familiar journey pleasurable.“ Die Bewertung lag bei 3,5 von 5 Sternen.

### Charts und Chartplatzierungen
| ChartsChartplatzierungen       | Höchstplatzierung | Wochen |
| ------------------------------ | ----------------- | ------ |
| Deutschland (GfK)              | 2 (19 Wo.)        | 19     |
| Österreich (Ö3)                | 3 (11 Wo.)        | 11     |
| Schweiz (IFPI)                 | 2 (18 Wo.)        | 18     |
| Vereinigtes Königreich (OCC)   | 2 (33 Wo.)        | 33     |
| Vereinigte Staaten (Billboard) | 2 (14 Wo.)        | 14     |

| ChartsJahrescharts (2014)      | Platzierung |
| ------------------------------ | ----------- |
| Deutschland (GfK)              | 72          |
| Österreich (Ö3)                | 61          |
| Schweiz (IFPI)                 | 65          |
| Vereinigtes Königreich (OCC)   | 26          |
| Vereinigte Staaten (Billboard) | 99          |

| ChartsJahrescharts (2015)      | Platzierung |
| ------------------------------ | ----------- |
| Vereinigtes Königreich (OCC)   | 82          |
| Vereinigte Staaten (Billboard) | 126         |

### Auszeichnungen für Musikverkäufe
| Land/Region                  | Auszeichnungen für Musikverkäufe (Land/Region, Auszeichnung, Verkäufe) | Verkäufe  |
| ---------------------------- | ---------------------------------------------------------------------- | --------- |
| Australien (ARIA)            | Platin                                                                 | 70.000    |
| Brasilien (PMB)              | Gold                                                                   | 20.000    |
| Deutschland (BVMI)           | Gold                                                                   | 100.000   |
| Italien (FIMI)               | Gold                                                                   | 25.000    |
| Kanada (MC)                  | Platin                                                                 | 80.000    |
| Kolumbien (ASINCOL)          | Gold                                                                   | 5.000     |
| Neuseeland (RMNZ)            | Platin                                                                 | 15.000    |
| Niederlande (NVPI)           | Gold                                                                   | 20.000    |
| Österreich (IFPI)            | Gold                                                                   | 7.500     |
| Vereinigte Staaten (RIAA)    | —                                                                      | 490.000   |
| Vereinigtes Königreich (BPI) | Platin                                                                 | 316.770   |
| Insgesamt                    | 6× Gold · 4× Platin ·                                                  | 1.249.270 |

Hauptartikel: Foo Fighters/Auszeichnungen für Musikverkäufe